# Seznam madžarskih izumiteljev
Seznam madžarskih izumiteljev.

## B
- Bláthy Ottó Titusz (1860 - 1939)
- Bíró László József (1899 - 1986)

## D
- Déri Miksa (1854 - 1938)

## G
- Gábor Dénes (Dennis Gabor) (1900 - 1979)
- Peter Goldmark (1906 - 1977)

## I
- Irinyi János (1817 - 1895)

## K
- Wolfgang von Kempelen

## R
- Ernő Rubik (1944 - )

## S
- László Sajo-Bohus (1956-) ?
- Szent-Györgyi Albert (1893 - 1986)

## Z
- Zipernowsky Károly (1853 - 1942)